# Willard Frank Libby
(Motivazione del Premio Nobel)
Willard Frank Libby (Grand Valley, 17 dicembre 1908 – Los Angeles, 8 settembre 1980) è stato un chimico statunitense, ideatore, nel 1947, del metodo della datazione mediante radiocarbonio che permette di determinare, con buona approssimazione, l'epoca di qualsiasi oggetto che contenga carbonio, quindi di qualsiasi organismo vissuto anche decine di migliaia di anni fa.
Questo metodo si è dimostrato preziosissimo nel ricostruire cronologie in campo archeologico, paleontologico, geologico e geofisico. È basato sulla misurazione del rapporto fra la quantità di carbonio 14 (radioattivo) e di carbonio 12 (non radioattivo) nei resti organici che vengono analizzati. Tenendo conto del fatto che tale rapporto, costante nell'organismo vivente, diminuisce gradualmente dopo la sua morte e considerando il periodo di dimezzamento del carbonio 14 (o radiocarbonio), si può calcolare il tempo trascorso dalla morte dell'organismo.
Lavorando come assistente all'Università della California, Libby si era dedicato alla separazione degli isotopi dell'uranio. Nel 1945 divenne professore di chimica all'Università di Chicago e, in seguito, a quella di California. Grazie al suo metodo di datazione, gli fu conferito il premio Nobel per la chimica del 1960. Libby era sposato con la collega fisica Leona Woods.